# GSŻ Grudziądz
GSŻ Grudziądz – polski klub żużlowy z Grudziądza, filia Stali Toruń występująca w latach 1977–1978 w rozgrywkach ligowych. W 1978 filia została przekształcona w Grudziądzki Klub Motorowy.

## Historia
Odrodzenie żużla w Grudziądzu nastąpiło dzięki Stali Toruń. W 1976 Stal zaczęła startować w I lidze i wielu zawodników było jej niepotrzebnych. W Grudziądzu powstała Grudziądzka Sekcja Żużlowa (wcześniej działała szkółka klubu z Torunia), gdzie mogli oni kontynuować swoje kariery. W 1977 grudziądzka drużyna przystąpiła do drugoligowych rozgrywek, a jej trzon tworzyli Roman Kościecha, Bogdan Krzyżaniak i Eugeniusz Miastkowski. W 1978 GSŻ usamodzielniła się i przekształciła w Grudziądzki Klub Motorowy.

## Poszczególne sezony
| Sezon | Rozgrywki ligowe | Rozgrywki ligowe | Rozgrywki ligowe |
| Sezon | Liga             | Liga             | Miejsce          |
| ----- | ---------------- | ---------------- | ---------------- |
| 1977  | II               | II liga          | 7/7              |
| 1978  | II               | II liga          | 7/7              |

| Poziom ligowy | Liczba sezonów | Sezony    |
| ------------- | -------------- | --------- |
| II            | 2              | 1977–1978 |